# Sárgatesthormon

Progeszteron szerkezeti képlete

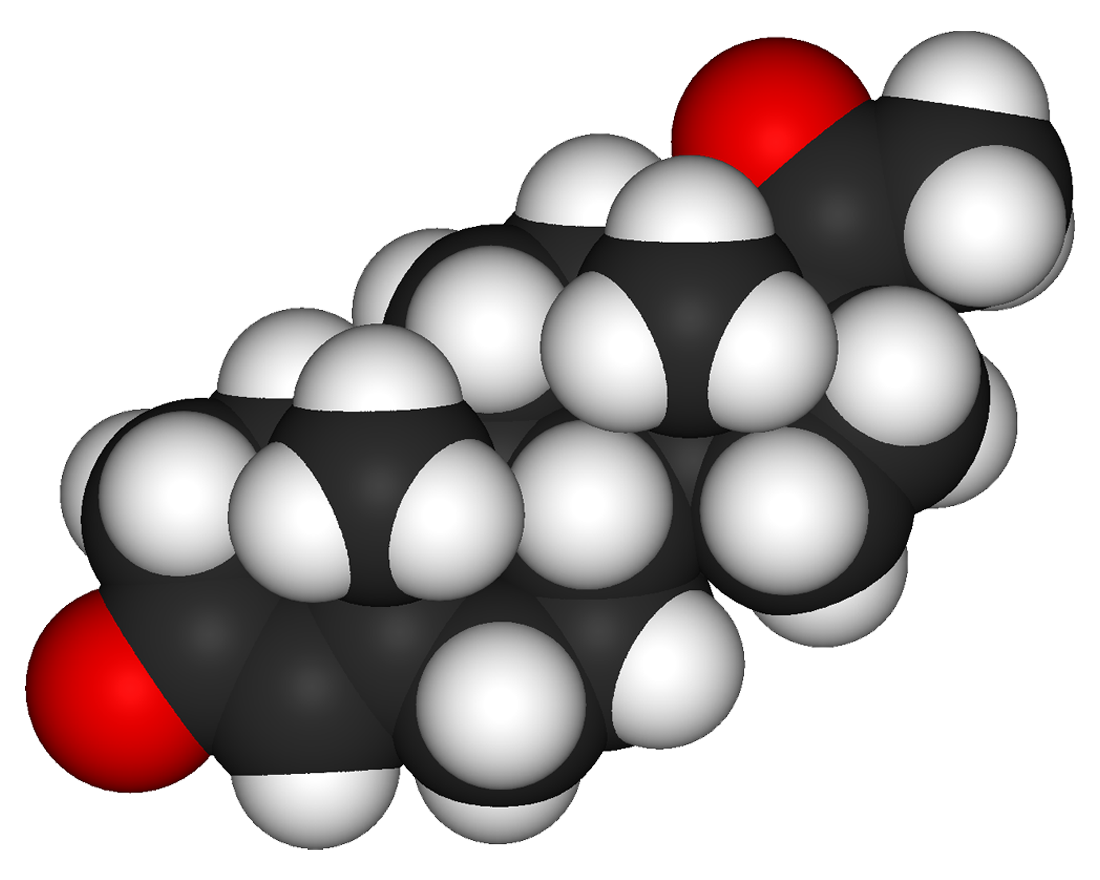
Progeszteron térbeli modellje

A sárgatesthormon vagy progeszteron (progesteron) a reproduktív korban lévő nők petefészkében termelődik, a tüszőrepedést (ovulatio) követően a tüszőhám és a belső tok sejtjeinek átalakulásával kialakuló sárgatestben (corpus luteum), a tüszőrepedést is kiváltó (luteinizáló) (LH) hormon hatására. A sárgatest eredetének megfelelően tok (theca) luteinsejtekből és tüszőhám-eredetű (granulosa) luteinsejtekből áll. (Működéséhez az LH magas szintje továbbra is szükséges.) A hormon alapvázát szteránváz képezi, bár nem sorolják a klasszikus, mellékvesekéreg-eredetű szteroidok közé. Hatására a méhnyálkahártya (endometrium) olyan fejlett stádiumba kerül (szekréciós fázis), amely vastagságával, tápanyag-felhalmozásával és mirigyeinek tápanyagtermelésével kedvező körülményeket teremt az éppen ekkorra ideért, és megfelelő fejlettséget (hólyagcsíra-állapotot) elért megtermékenyített petesejt beágyazódásához és méhlepény (placenta) kialakulásához.
Ha a terhesség (graviditas) bekövetkezik, a sárgatest – más hormonális mechanizmusok következtében – továbbra is fennmarad, és hormonjaival (progeszteron és relaxin) védi a méhnyálkahártyát és akadályozza a méhizomzat összehúzódásait. Ha terhesség nem következik be – mint ez az esetek többségében történik – a progeszteronszint a hipotalamo-hipofízeális rendszer és a petefészek (ovarium) működése közötti negatív visszacsatolás következtében leesik, a méhnyálkahártya leválik és kilökődik, azaz bekövetkezik a menstruáció. A visszamaradt sárgatestmaradvány elhegesedik, ami fehér, heges testet eredményez (corpus albicans).